# 中菜畑
中菜畑（なかなばた）は、奈良県生駒市の町名。現行行政地名は中菜畑一丁目から二丁目。郵便番号630-0263。

## 地理
生駒市中部に位置し、北に東生駒、山崎町、西に新旭ケ丘、緑ケ丘、西菜畑町、南に壱分町、東に東菜畑と接している。

### 河川
- 生駒川（竜田川）

## 歴史
昭和50年代、生駒川の流域に住宅地の造成が始まり、市街化が進んだ。

### 沿革
- 1973年（昭和48年） - 生駒市菜畑町から分離し、中菜畑が成立[6]。

## 世帯数と人口
2020年（令和2年）10月1日現在の世帯数と人口は以下の通りである。
| 丁目         | 世帯数  | 人口    |
| ------------ | ------- | ------- |
| 中菜畑一丁目 | 246世帯 | 488人   |
| 中菜畑二丁目 | 490世帯 | 973人   |
| 計           | 736世帯 | 1,461人 |

### 人口の変遷
国勢調査による人口の推移。
| 1995年（平成7年）  | 1,618人 | [ 7 ]  |  |
| 2000年（平成12年） | 1,826人 | [ 8 ]  |  |
| 2005年（平成17年） | 1,814人 | [ 9 ]  |  |
| 2010年（平成22年） | 1,753人 | [ 10 ] |  |
| 2015年（平成27年） | 1,613人 | [ 11 ] |  |

### 世帯数の変遷
国勢調査による世帯数の推移。
| 1995年（平成7年）  | 561世帯 | [ 7 ]  |  |
| 2000年（平成12年） | 686世帯 | [ 8 ]  |  |
| 2005年（平成17年） | 700世帯 | [ 9 ]  |  |
| 2010年（平成22年） | 742世帯 | [ 10 ] |  |
| 2015年（平成27年） | 706世帯 | [ 11 ] |  |

## 事業所
2016年（平成28年）現在の経済センサス調査による事業所数と従業員数は以下の通りである。
| 丁目         | 事業所数 | 従業員数 |
| ------------ | -------- | -------- |
| 中菜畑一丁目 | 27事業所 | 226人    |
| 中菜畑二丁目 | 32事業所 | 225人    |
| 計           | 59事業所 | 451人    |

## 交通

### 鉄道
- 近鉄生駒線
  - 菜畑駅

### 道路
- 国道168号

## 施設
- 万代 菜畑店
- オークワ 生駒菜畑店
- 生駒中菜畑郵便局